# بادپر بزرگ
بادپر بزرگ (نام علمی: Petauroides volans) کیسه‌داری از تیره شبه‌دستان است که در استرالیا زندگی می‌کند. این گونه ارتباط نزدیکی با گروه بادپرکیسه‌دارها ندارد.
بادپرهای بزرگ شب‌زی و اغلب انفرادی هستند. آن‌ها درخت‌پیمایی می‌کنند و جنگل‌های اکالیپتوس را برای زندگی بر می‌گزینند و به سراغ محیط‌های بارانی یا جنگل‌های با درخت‌های برگ سوزنی نمی‌روند. ماده‌ها در هنگام زایمان تنها یک نوزاد به دنیا می‌آورند و برای سه تا چهار ماه از آن در کیسه‌شان مراقبت می‌کنند. بچه‌ها در سن ۹ ماهگی به استقلال می‌رسند.